# Bethaus Selzthal

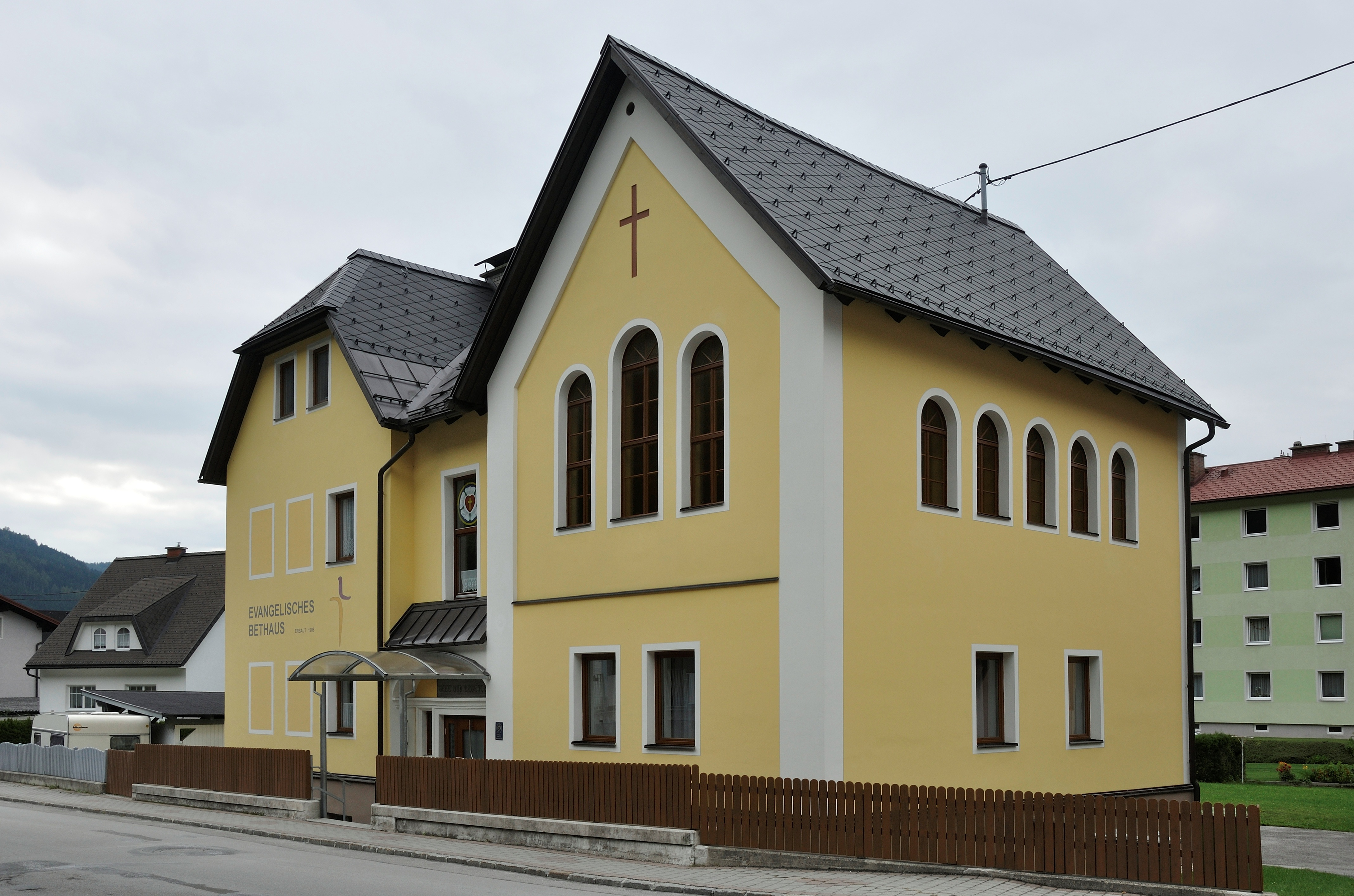
Selzthal, evangelisches Bethaus

Das Bethaus Selzthal steht in der Gemeinde Selzthal im Bezirk Liezen in der Steiermark. Als Predigtstation von Rottenmann gehört es der Evangelischen Superintendentur A. B. Steiermark an.

## Geschichte
Nach der Gründung einer evangelischen Kirchengemeinde in Rottenmann 1906 fiel im benachbarten Selzthal 1907 der Beschluss zum Bau eines Bethauses. Während jedoch der von Otto Bartning für Rottenmann geplante Bau einer monumentalen Kuppelkirche bis auf das Pfarrhaus nicht zustande kam, erhielt der Architekt für Selzthal den Auftrag zur Errichtung eines Schul- und Bethauses mit Pfarrhaus, das am 25. Oktober 1908 geweiht werden konnte.

## Architektur
Das Selzthaler Bethaus wurde als giebelständiges Doppelhaus errichtet, dessen beide Teile durch einen rückversetzten Zwischentrakt verbunden sind. Der rechte, westliche Teil erhält in seinem Untergeschoß die Schulräume, darüber den durch Rundbogenfenster nach außen kenntlich gemachten, im Innern in den Dachstuhl ragenden Betraum. Der linke, östliche Bauteil ist durch die Fensterverteilung und die Abwalmung des Giebels deutlich als Wohnhaus gekennzeichnet. Der mit einem Kanzelaltar ausgestattete Betraum führt seinen Namen Verklärungskapelle von dem 1861 entstandenen Altarbild der Verklärung des Herrn des Wiener Malers Josef Enger.